# Ctenitis decurrentipinnata
Ctenitis decurrentipinnata är en träjonväxtart som först beskrevs av Ren-Chang Ching, och fick sitt nu gällande namn av Marie Laure Tardieu och C. Chr. Ctenitis decurrentipinnata ingår i släktet Ctenitis och familjen Dryopteridaceae. Inga underarter finns listade.